# Driving range

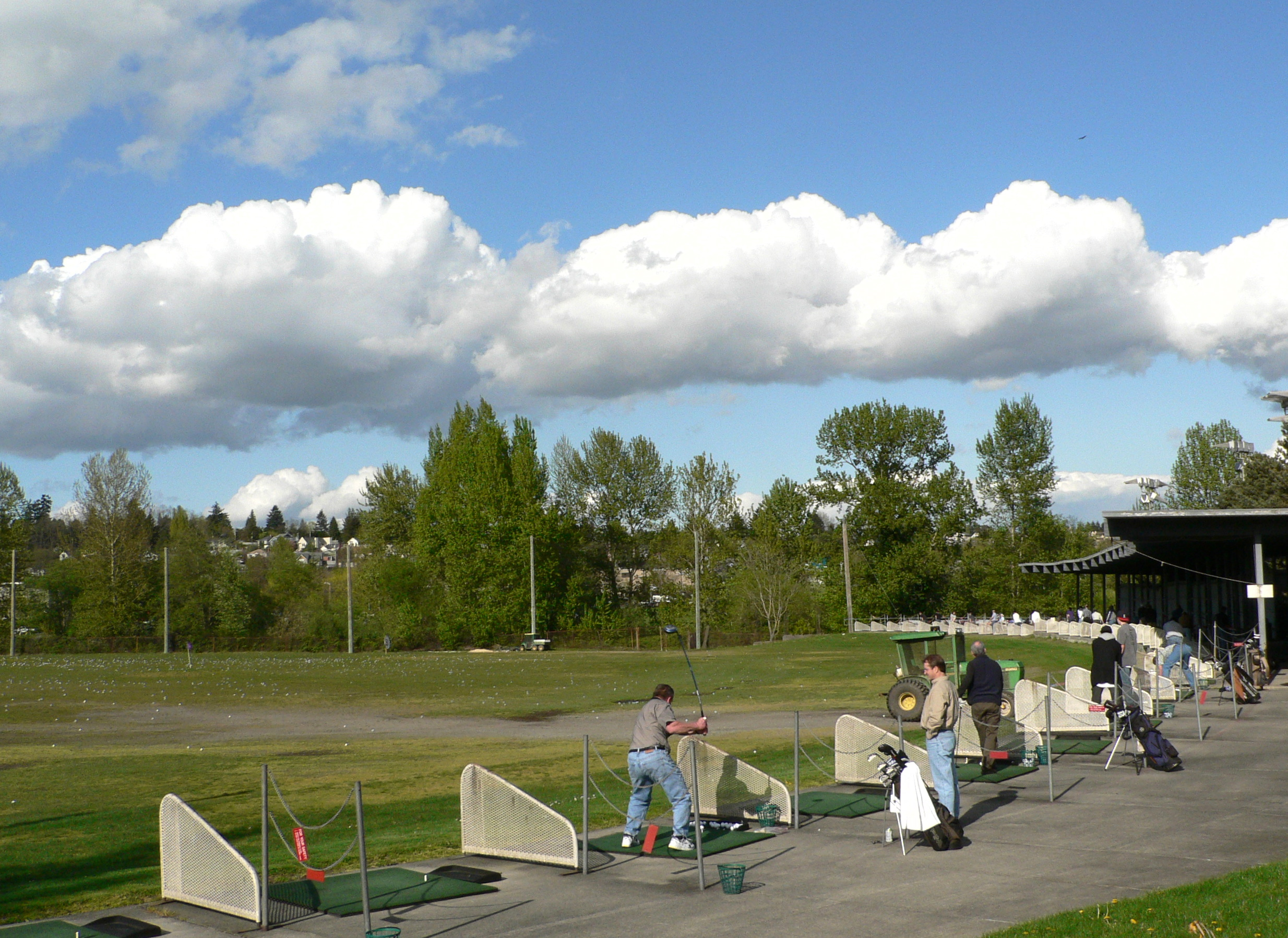
Driving range vid University of Washington.

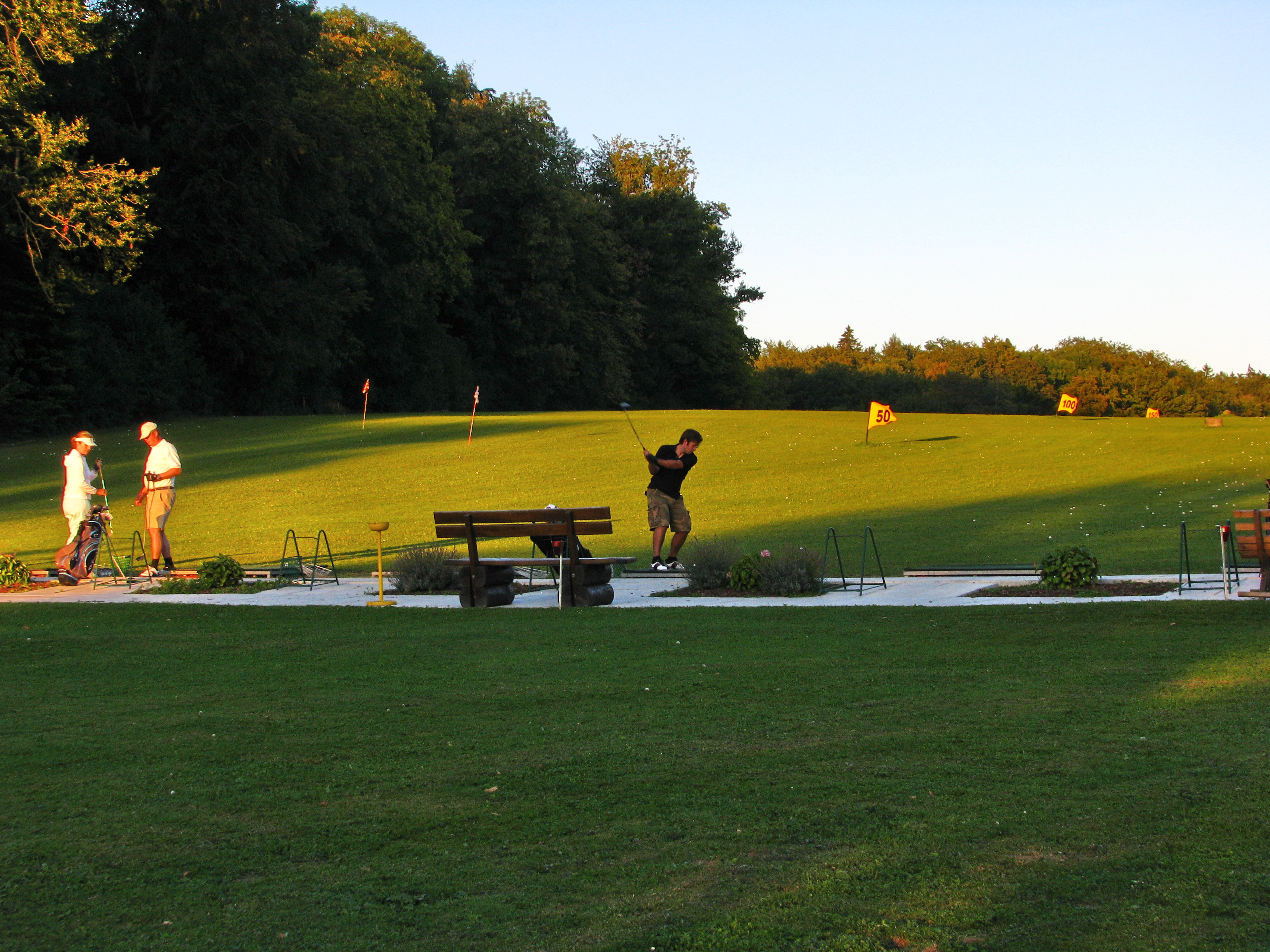
Driving range på Adlisberg i Zürich (augusti 2009).

Driving range är ett område där golfare kan träna sina svingar. Det kan också vara en fritidsaktivitet i sig för amatörer eller när det inte finns tillräckligt med tid för ett fullständigt spel. Många golfbanor har en driving range, men det finns också fristående anläggningar, särskilt i stadsområden. De drivs oftast av företag eller ibland av universitet. Reguljära avstånd (vanligen 50 m, 100 m och så vidare) markeras ofta. Driving ranger kan ha naturligt gräs, liksom en golfbana, eller syntetiska mattor som liknar äkta grästorv.
Golfare betalar för hinkar med bollar som kan vara av olika storlekar, vanligen betecknade små (30–50 bollar), medium (50–80 bollar) och stora (80–150 bollar). Vissa ranger har elektroniska utslagsanordningar, vilka laddar bollar automatiskt, och registrerar bollanvändning på ett smartkort. Ofta finns det professionella golfspelare tillgängliga som kan ge lektioner och instruktioner. I stads- och förortsområden, skyddar stora nät omgivande människor och strukturer från felande bollar. Driving ranger är särskilt populära i Japan där golfbanor är överfulla och ofta mycket dyra. Kommersiella driving ranger ses ofta tillsammans med andra idrottsrelaterade verksamhetsområden, såsom batting cage eller bangolf, för underhållning. Vissa driving ranger erbjuder också områden för att träna chippslag, bunkerslag och puttning.
Driving ranger kan använda golfbollar som påtagligt skiljer sig från dem som används på golfbanan. Rangebollar, som de kallas, är ofta billiga och särskilt utformade med ett hårdare skal för att göra dem mer hållbara. Som sådana uppfyller de inte heller nödvändigtvis definitionen av en golfboll enligt golfreglerna. För att skilja dem från andra golfbollar, har de en tydlig färgsättning eller färgade streck, och är stämplade med ordet ”range”.